# 戰爭迷霧 (電影)
《戰爭迷霧》（英語：The Fog of War，另譯《越戰回憶錄》），全名《戰爭迷霧：羅伯特·麥克納馬拉生命中的11堂課》（The Fog of War: Eleven Lessons from the Life of Robert S. McNamara），是一部於2003年的美國紀錄片，由埃洛·莫里斯執導並由菲利普·葛拉斯創作配樂，由前美国国防部长罗伯特·麦克纳马拉講述他的一生，以及表達他對現代戰爭本質的見解。本片的標題取自於軍事術語「战争迷雾」，即在戰爭時，要在情報不足的情況下做出決策的困難。
《戰爭迷霧》在2003年坎城影展上以非競賽片首映，並榮獲隔年的奧斯卡最佳紀錄片獎和獨立精神獎的最佳紀錄片。2019年，本片因在「文化上、歷史上或美學上具重要意義」而被美國國會圖書館選入國家影片登記表保存。

## 概要
《戰爭迷霧》由保存影像、1960年代美国内阁談話錄音以及對前美国国防部长罗伯特·麦克纳马拉的新採訪組成，從他以一名87歲老人的視角回顧自己的一生。本片基於莫里斯從他對麥克納馬拉的採訪中得出的「教訓」分成11個部分，同時也對應著麥克納馬拉於1995年與布萊恩·范德瑪（Brian VanDeMark）合著出版的《回顧：越戰的悲劇和教訓》（Retrospect: The Tragedy and Lessons of Vietnam）一書中在最末章提出的11個教訓。
麥克納馬拉出生於一戰期間的舊金山，他說他最早的記憶是看到美軍從歐洲凱旋歸來。出身卑微的麥克納馬拉先後畢業於柏克萊加州大學和哈佛商学院，他在柏克萊加州大學就讀期間遇見了他的第一任妻子瑪格麗特·克雷格·麥克納馬拉，而他之後也繼續在哈佛商學院任教。二戰期間，麥克納馬拉在柯蒂斯·李梅上將的麾下擔任陸軍航空軍軍官，李梅之後在麥克納馬拉擔任國防部長期間成為美国空军参谋长。在戰爭結束之後，麥克納馬拉成為福特汽车的「神童」之一，還曾短暫出任其總裁，之後便被新任總統約翰·甘迺迪任命為國防部長，直到林登·詹森總統期間的1968年卸任。作為國防部長，麥克納馬拉是一個有爭議的人物，他在本片中討論了他在古巴导弹危机和越戰升級中的參與。

## 概念
2004年在柏克萊加州大學的座談會中，莫里斯表示這部紀錄片是他在讀了麥克納馬拉於2001年與詹姆斯·G·布萊特（James G. Blight）合著出版的《Wilson's Ghost: Reducing the Risk of Conflict, Killing, and Catastrophe in the 21st Century》一書後產生的興趣開始的。莫里斯最初與麥克納馬拉聯繫時希望他能接受一個一小時採訪作為電視特別節目，但在採訪時長多次延長後，莫里斯決定改製作成一整部電影，而莫里斯與麥克納馬拉的採訪總時長最終達二十小時。在柏克萊加州大學的座談會上，麥克納馬拉透露他其實並不同意莫里斯在《戰爭迷霧》中對他的「教訓」的解釋，於是他在電影DVD發行版的特別收錄中又提供了新的十個教訓。當被要求將《回顧》一書中的經驗教訓應用到伊拉克战争時，麥克納馬拉以前國防部長不得對現任國防部長的政策發表評論為由拒絕，儘管他確實建議其他人可以將那些經驗教訓應用任何戰爭上。
在對麥克納馬拉的採訪中，莫里斯使用了自己開發的特殊設備「Interrotron」，將採訪者和受訪者的影像投射到各自攝像機前的雙向鏡上，讓雙方看起來都在直接與對方交談的樣子。使用該設備的目的是模擬兩者之間的實際來往，同時鼓勵拍攝對象與相機以及觀眾進行直接目光接觸。

## 迴響
《戰爭迷霧》的評價非常正面。影評匯總網站爛蕃茄上基於142條觀眾影評收獲了96%的好評率，平均評分為8.32/10，該網站對電影的評論家共識認為「《戰爭迷霧》借鑒了數十年的痛苦經驗，從其主要締造者之一的角度對冷戰提供了敏銳的視角」。Metacritic上根據36名評論家的評分給出了87/100分，達到「普遍好評」。
罗杰·埃伯特在《芝加哥太陽報》的專欄上寫道：「雖然麥克納馬拉是通過Interrotron拍攝的，但這部電影遠不止給我們一個會說話的頭像而已。莫里斯具有不可思議的能力，能夠為抽象賦予生命，在這裡，他使用圖形、圖表、移動標題和視覺效果來與麥克納馬拉所說的相呼應」。

## 「教訓」

### 在本片中
莫里斯在本片中將麥克納馬拉的戰爭哲學提煉為十一條基本原則：
第一課：以同理心瞭解敵人。（Empathize with your enemy.）
麥克納馬拉在整部紀錄片中多次重複這句話。他討論了在古巴导弹危机期間，他和甘迺迪總統試圖讓美國避免戰爭，但李梅上將仍想以入侵古巴解決。此時甘迺迪總統收到來自蘇聯最高領導人尼基塔·赫魯雪夫發出的兩封信，麥克納馬拉分別將它們稱為「溫和信」（soft message）和「強硬信」（hard message）。麥克納馬拉描述，「軟性信」的語氣聽起來像是出自一個「醉酒的人或壓力很大的人」，信中提及如果美國保證不會入侵古巴，導彈就會被撤走。「強硬信」的內容則是如果美國保證不會入侵古巴，那麼導彈就會被撤走，但若美國還是選擇入侵古巴，「我們將準備用大量軍事力量對抗你」。與赫魯雪夫有私交的前美國駐蘇聯大使卢埃林·汤普森建議甘迺迪總統只回應「溫和信」，湯普森相信赫魯雪夫若能在事後靠拯救古巴免遭美國入侵一事，來轉移人們對他在古巴建立核武器失敗事實的注意力，他就會願意撤走導彈。甘迺迪總統最終同意了湯普森的觀點，局勢得以解決，沒有進一步升級。
第二課：理性救不了人類。（Rationality alone will not save us.）
麥克納馬拉強調，是運氣阻止了核戰爭—像甘迺迪、赫魯雪夫和卡斯楚這樣的理性人士差點毀了自己和彼此。他指出，核毀滅的可能性至今仍然存在。
第三課：人不能只看自我。（There's something beyond one's self.）
這個教訓牽涉到麥克納馬拉的私生活。事情回到他還在就讀柏克萊加州大學時修了許多哲學、邏輯與倫理學的課程，認知了價值觀帶來的壓力、人不能只看自我、以及要對社會負起的責任。他在哈佛畢業回到舊金山後開始追求瑪格麗特·克雷格·麥克納馬拉，兩人最終結婚並育有一子，然而二戰也在此時爆發了，此時的麥克納馬拉也才剛成為哈佛最年輕的助理教授。
第四課：提升效率。（Maximize efficiency.）
隨著美國參戰，哈佛大學因為大量適齡人參軍而苦於招不到學生，校長在深思後與政府簽約來建立培養空軍統計控制部門人才的預官學校，麥克納馬拉也成為了被政府精挑細選入校的人才之一。當時美軍轟炸機群的戰損率以及任務中斷率非常高，於是學校受命進行研究，結果發現任務中斷率高的原因是機群出於對高折損率的害怕，在執行轟炸任務飛到目的地前就找理由中斷任務返航。學校上交研究報告後，機群指揮官之一的李梅上將便下達了「每次出任務我必定陪同，任何飛機一但起飛就得飛到目的地，否則全機軍法處置」的命令，大幅降低了任務中斷率。
麥克納馬拉在被美國空軍第八軍團召回之後被分配到第一批擁有B-29轟炸機群的第58轟炸聯隊去。原本聯隊駐紮中缅印战区，每次轟炸日本前都得在中國成都與印度間來回飛行來累積返航油量，導致聯隊執勤效率低下，直到李梅上將把聯隊移師至马里亚纳群岛，聯隊的效率問題才得以解決。麥克納馬拉也在這時寫了一篇分析B-29作戰效率的報告，發現為了不被高射炮擊墜，B-29在極高空飛行，卻也因此犧牲了轟炸精確度。這篇報告讓李梅上將最終決定將飛行高度降低，並使用燃烧弹轰炸，最終促成了東京大轟炸，成功以最小的傷亡代價有效率地摧毀日本的有生力量。
第五課：戰爭應該遵守比例原則。（Proportionality should be a guideline in war.）
麥克納馬拉回應為何使用燃燒彈與誰決定時提到，問題並非在於使用燃燒彈上，而是美軍是否該在一晚用任意方式殺死10萬人來打贏戰爭，而李梅上將的選擇是很明顯的「是」，因為他認為比起燒死10萬名日本人，選擇不這麼做讓美軍犧牲數萬人為代價去日本搶灘反而更加毫無良心與智慧。麥克納馬拉接著列舉美國在投下原子彈之前日本各城市被摧毀的比例，並將其與美國類似規模的城市進行比較：與克里夫蘭相當的橫濱有58%被毀、與紐約相當的東京有51%被毀、與查塔努加相當的富山有99%被毀、與洛杉磯相當的名古屋有40%被毀、與芝加哥相當的大阪有35%被毀、與巴爾的摩相當的神戶有55%被毀......等，提出既然都已經將日本如此狂轟濫炸了，為何還要再使用原子彈，強調戰爭應該遵守比例原則、適可而止。
麥克納馬拉也提到李梅上將曾說到：「若美國打輸的話，我們都會變成戰犯」。麥克納馬拉雖然認同這句話，也知道李梅上將了解他們所做之事並不符合道德、所以美國不能輸的心理，但依舊無法認同勝利可以正當化不道德行為的規則。
第六課：取得資料。（Get the data.）
在二戰結束前後，麥克納馬拉與妻子雙雙患上脊髓灰質炎，雖然他原本計畫要回哈佛繼續教書，但為了負擔患病相對嚴重妻子的醫藥費，他只好在友人的建議下去當時虧損、混亂又鬧人才荒的福特汽車公司應徵工作。麥克納馬拉就職後便成立了市場調查部門，並著手研究福特汽車的買主們，結果發現這些人很多都是教授、醫生、律師等有能力購買更貴的車的人。這讓麥克納馬拉發現了市場上有對平價車的需求，於是推動了經濟車款福特獵鷹的製造與出品，成功讓公司轉虧為盈。麥克納馬拉還研究了車禍事故的資料，並成功改善了車輛的安全功能，降低了在車禍中因機械問題導致的駕駛與乘客傷亡。種種出色的表現讓麥克納馬拉接替亨利·福特二世成為新一任福特總裁，也是第一位擔任此職位的非福特家族成員者。
在當上福特總裁不久，麥克納馬拉便收到了羅伯特·甘迺迪的邀請，希望他能成為新任總統、也是羅伯特兄長的約翰·甘迺迪內閣的一員。甘迺迪兄弟原本透過萨金特·施赖弗勸說麥克納馬拉出任財政部長一職，但麥克納馬拉感到能力不足而拒絕，於是甘迺迪兄弟邀請麥克納馬拉親自去白宮會面，親自說服並正式任命他為國防部長。在這之後麥克納馬拉與甘迺迪總統計畫逐步將在南越的一萬六千名美軍人員逐步撤回，然而1963年隨著南越總統吳廷琰遭到政變推翻並遭殺害、甘迺迪總統被暗殺身亡以及新任總統林登·詹森的鷹派態度，美軍撤出南越的計畫遭到中止。
第七課：信念與親眼所見常常都是錯的。（Belief and seeing are both often wrong.）
1964年，北部湾事件爆發，美國的馬多克斯號驅逐艦疑似被北越魚雷艦攻擊，但在當時艦上人員在攻擊是否發生上反覆其詞，直到夏普海軍上將斷言攻擊發生，造成國會通過北部灣決議案，美國正式參與越戰。然而後來的重新調查顯示雖然在8月2日的攻擊確實發生了，影響政府決策的8月4日攻擊其實沒有發生，艦上人員在聲納上看到的魚雷訊號其實是天候影響雷達造成的結果，而詹森總統假定「北越政治與軍事領袖意圖擴大戰爭且不達目的就不善罷干休」的想法也讓他將8月4日的攻擊認定為真，造就了美國介入越戰之後蒙受的巨大人力、物力與國際聲譽損失。麥克納馬拉以此事警惕人們對事情的看法錯誤和對事物的一知半解，造成人常被信念牽著走、只看到自己想看到的，因此人的信念很容易錯、而眼見也不一定為憑。
麥克納馬拉再次提及古巴導彈危機，之所以能化險為夷是而當因為美國對蘇聯的充分了解並同理其行為，但在越戰上，美國由於對越南情勢的瞭解不足造成了許多誤解。越南人認為美國想取代法國奴役他們，並為了殖民利益征服兩越，而當美國視越戰只是冷戰的一環時，越南人視其為內戰。麥克納馬拉也提到他在1995年與越南前外交部長阮基石會面時兩人對彼此在越戰上的視角大吵一架。阮基石強調越南人是為了獨立而戰，而美國視為了奴役越南人而戰；麥克納馬拉反問阮基石根本不覺得越南喪失大量人民性命是一場悲劇且根本什麼都得不到，接著說美國在戰前能提供的協助與資源更多，越南本可以獨立與團結兼得的；阮基石反駁麥克納馬拉說他不懂越南歷史，並表明越南從來都不是蘇聯和中國的棋子，越南甚至已經對抗中國千年了，證明越南為了獨立，無論犧牲多少人會被轟炸多少次都不在乎。
第八課：隨時檢討自己的想法。（Be prepared to reexamine your reasoning.）
麥克納馬拉認為即便是世界強權，美國也不應當片面使用自己的政經與軍事力量，若當時的美國知道這份道理，那他們就不會參與越戰，落得連盟邦都不支持的下場。倘若自己都說服不了價值觀與利益相同的人時，就該檢討自己的想法。
第九課：為善有時必須作惡。（In order to do good, you may have to engage in evil.）
麥克納馬拉在這課中以戰爭是否有道德標準的提問做開端，接著便以越戰中橙劑的使用為例：橙劑在越戰之後因其對暴露在其中的越南平民和美軍人員造成的長遠病變及死亡被歸類為有毒化學物品，請問批准使用橙劑的人有罪嗎？是否犯下殺人罪？法律並沒有規定戰爭時准用和禁用的化學物質。麥克納馬拉堅持自己並沒有批准過任何非法的行為，盡管橙劑的使用是在他任內發生的。
麥克納馬拉提到反戰人士諾曼·莫里森到五角大廈、在麥克納馬拉的辦公室下面自焚抗議一事。莫里森抱著自己一歲大的女兒交給旁觀的路人後才自焚，莫里森的遺孀發表了一個非常感人的聲明，其中提到「人類必須停止互相殘害」也是麥克納馬拉從以前到現在都堅信著的理念。麥克納馬拉接著提出人們總是為了行善而作惡，為了理想與責任有時必須昧著良心來剷除邪惡，無論是內戰時期放火燒毀亞特蘭大的薛曼將軍，還是為了救國可以大開殺戒的李梅上將都是如此。
第十課：世上沒有絕對的事。（Never say never.）
麥克納馬拉講到了自己在早年人生中學到兩大規則，一是絕對別把話說死，二是不要有問必答、只回答有準備的題目。在被問到越戰是誰的責任時，麥克納馬拉認為是總統的責任，並表示如果甘迺迪還在世的話，越戰也不會發展成如今的結果。麥克納馬拉接著講到他與詹森總統之間總是無法合作，雙方都無法用自己的理念說服彼此，導致兩人漸行漸遠。1967年，即便知道總統對裡面的內容不認同也不支持，麥克納馬拉將一份還沒人過目的備忘錄親自給詹森總統，建議總統結束在越南的軍事行動，這件事沒有下文。麥克納馬拉於1968年辭去國防部長一職（或如他的朋友凱瑟琳·葛蘭姆調侃的一樣「被開除」），他對此事依舊十分受傷。在麥克納馬拉辭職的當下，美軍已約有二萬五千人在越南陣亡。
第十一課：人性無法改變。（You can't change human nature.）
麥克納馬拉回顧這段人生，他對自己的成就相當自豪，但也承認自己犯過不少錯誤。他接者提到「战争迷雾」，認為這個詞代表人類大腦擁有的判斷力與理解力都不足夠去瞭解戰爭過於複雜的變數，故常在戰爭中殺死不該殺的人。前美國總統伍德罗·威尔逊在一戰後曾說美國打贏了一個「結束所有戰爭的戰爭」，麥克納馬拉不認為戰爭會真的絕跡，人性也無法立即被改變，而他認為原因是人們的理性是有極限的。麥克納馬拉最後引用詩人T·S·艾略特的詩集《四個四重奏》中的《小吉丁》一詩作結—「我們不能停止探索這個世界，我們探索的最後會回到原點，並重新瞭解這個地方」（We shall not cease from exploration/And the end of all our exploring/Will be to arrive where we started/And know the place for the first time.）。

### 《羅伯特·S·麥克納馬拉的十個教訓》
此為麥克納馬拉為該紀錄片做的補充，為DVD發行版的特別收錄內容。
1. 人類不會在本世紀消除戰爭，但我們可以通過堅持「正義戰爭」的原則，特別是「比例原則」，減少戰爭的殘酷性。
2. 人類的謬誤和核武器的無限結合將導致國家的毀滅。
3. 我們（美國）是世界上最強大的國家—在經濟、政治和軍事上—而且我們很可能在未來幾十年內保持這一地位，但我們並非無所不能。如果我們不能說服不了價值觀與利益相同的其他國家相信擬議使用該力量的優點，我們就不應該單方面採取行動，除非是直接保衛美國本土、阿拉斯加和夏威夷這種不太可能的情況。
4. 道德原則作為外交政策和國防政策的指南往往變得模棱兩可，但我們當然可以同意我們應該將美國外交政策乃至全球外交政策的一個主要目標確立為：避免上個世紀的衝突造成的大屠殺在本世紀重演。
5. 我們這個世界上最富有的國家，沒有履行對我們自己的窮人和世界各地弱勢群體應當負起的責任、幫助他們在獲取營養、識字、健康和就業等最基本需求提高福利。
6. 企業高管必須認知到，軟心腸和講求實際之間並不矛盾。當然他們得對股東負責，但他們也得對員工、客戶和整個社會負責。
7. 甘迺迪總統認為總統的首要責任是盡可能讓國家遠離戰爭。
8. 戰爭是解決國家之間或國家內部爭端的生硬手段，而經濟制裁很少有效。因此我們應該建立一個以國際司法機構（美國拒絕支持）為基礎的法学體系，讓個人對反人類罪承擔責任。
9. 如果我們要有效地應對全球各地的恐怖分子，我們就必須培養對他們的同理心（不是「同情」，而是「理解」）以反擊他們對我們和西方世界的攻擊。
10. 我們今天面臨的最大危險之一是，由於不擴散制度的崩潰，恐怖分子將得以入手大規模毀滅性武器，而我們美國人正在促成這種崩潰。

## 慈善
索尼经典电影允許通過有限放映本片獲得收益，以支援Clear Path International幫助越戰受害者。

## 外部連結
- 互联网电影数据库（IMDb）上《The Fog of War》的资料（英文）
- AllMovie上《戰爭迷霧》的资料（英文）
- TCM电影资料库上《戰爭迷霧》的资料（英文）
- 美国电影学会目录上的《戰爭迷霧》（英文）
- 索尼经典电影上的官方網站 （页面存档备份，存于）
- 《Making History: Errol Morris, Robert McNamara and The Fog of War》 （页面存档备份，存于） — sensesofcinema.com上的文章
- errolmorris.com上的本片逐字稿 （页面存档备份，存于）
- 《每日电讯报》上的羅伯特·麥克納馬拉的訃告 （页面存档备份，存于）
- 《有史以來最好的34部政治電影》 Archive.today的存檔，存档日期2022-01-14 — 安·霍納迪（英语：Ann Hornaday）於2020年1月23日在《华盛顿邮报》上投稿的文章，本片排名20。